# Michal Richter

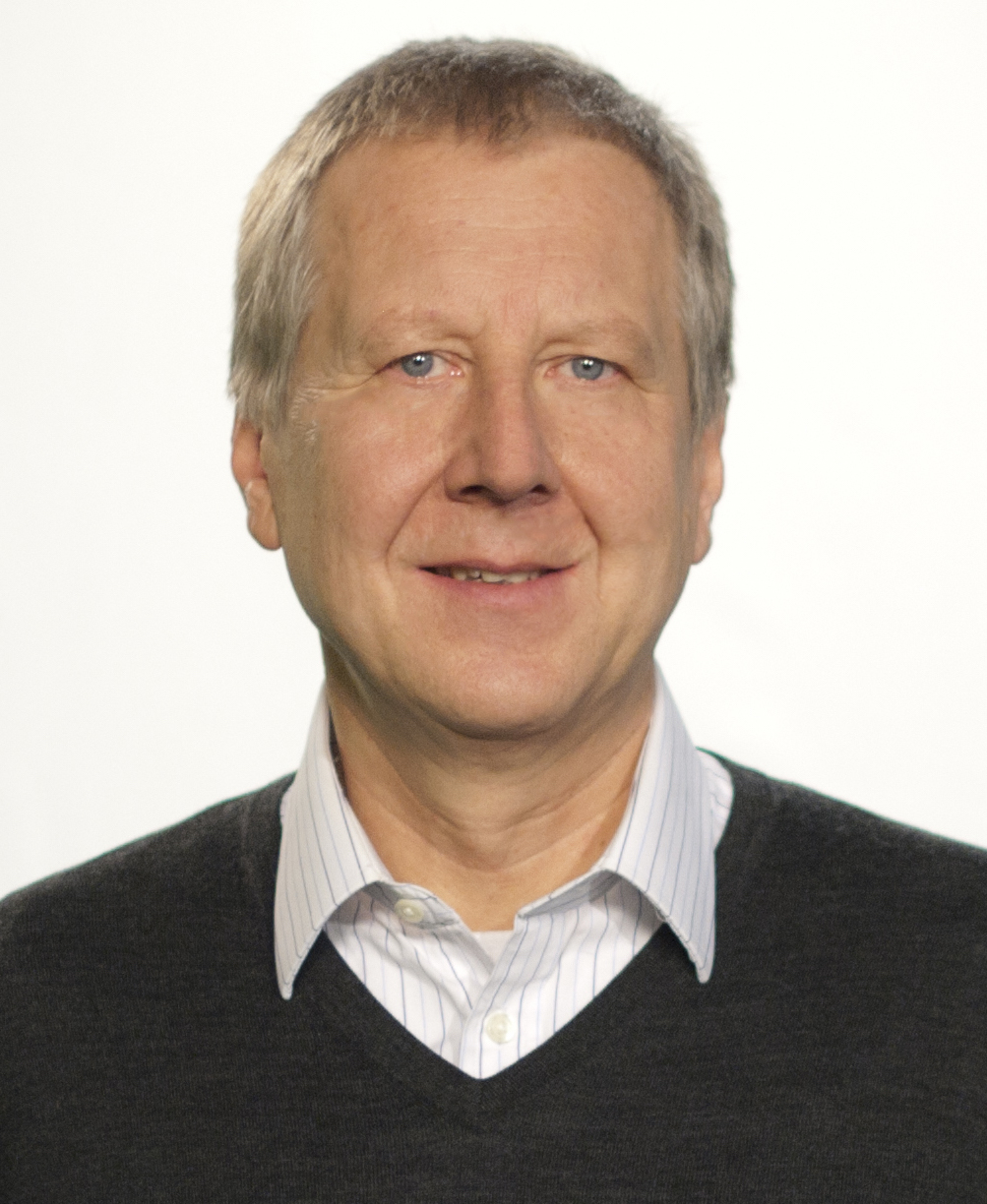
Michal Richter 2015

Michal Richter (* 6. Mai 1959 in Prag, Tschechoslowakei) ist ein tschechischer Lichtdesigner und Setdesigner. Er entwickelt das Erscheinungsbild von Fernsehsendungen in Deutschland.

## Biografie
Nach der Ausbildung als Fotograf absolvierte er die Fachschule für Film und Fernsehen in Čimelice. Nach dem Fachabitur studierte er bis zu seiner Flucht nach Bonn im Jahre 1982 auf der Karls-Universität Prag Film- und Fernsehjournalismus.
In Deutschland arbeitete er freiberuflich als Kameramann für verschiedene Sender (ARD, ZDF, SAT.1, Finnisches Fernsehen usw.). Seit 1986 Festanstellung bei SAT.1 in Bonn als Kameramann. Nach seinem Umzug nach Berlin (1997) war er bei SAT.1 in der Technischen Planung mit der Entwicklung der SAT.1 Studios in der Oberwallstraße beschäftigt. Ab dem Sendestart von SAT.1 in Berlin (1999) verantwortlich als Lichtdesigner für das Erscheinungsbild (Nachrichten, Magazine) der Sender der Kirchgruppe (SAT.1, PRO7, Kabel1, N24) in Berlin und den Regionalstudios. Später beschäftigte er sich mit Setdesign für diese Sender. Im Jahre 2009 Übergang der gesamten Produktionsgruppe zu „die fernsehwerft“ im Berliner Osthafen. Dort weiterhin bis heute tätig als Setdesigner und Lichtdesigner sowie als Leiter Studioproduktion.

## Setdesign (Auswahl)
| 2002 | „Kanzlerduell-Die Analyse“ (SAT.1)                                   |
|      | Talkshow “9/11”, (N24), Dresdner Bank, Berlin                        |
|      | „Börse online“ (N24), Frankfurt                                      |
|      | Talkshow „Seligmann“ (N24)                                           |
| 2003 | N24 Nachrichten                                                      |
| 2004 | „Was erlauben Strunz“ (N24), Talkshow Berlin, Unter den Linden       |
| 2005 | Hochzeit Camilla & Prinz Charles (SAT.1 Spezial mit Roger Moore)     |
|      | Moderationspult „Kronzucker´s Kosmos“ (N24)                          |
|      | Redesign "17:30 – Der Deutschlandreport" (SAT.1)                     |
|      | Arabella Kiesbauer (Talkshow N24)                                    |
|      | Bundeswahl – Berlin (Gläsernes Studio vor dem Reichstag – SAT.1/N24) |
|      | Morgenreport (N24)                                                   |
| 2006 | "Links-Rechts" (Talkshow N24)                                        |
|      | Sommerinterview A. Merkel (SAT.1, N24)                               |
|      | Wahlen Spezial – Berlin (SAT.1, N24, Pro7)                           |
|      | “Make Money” – (Magazin N24)                                         |
| 2007 | “Bärbel Schäfer” (N24)                                               |
|      | Süddeutsche Zeitung – Magazin (N24)                                  |
|      | Sommerinterview A. Merkel (Kanzleramt – SAT.1 + N24)                 |
|      | Interview Kurt Beck (Hamburg – SAT.1 + N24)                          |
|      | Strunz Spezial (N24) Int. E. Stoiber am Starnberger See              |
|      | „Was erlauben Strunz“ (N24), (neue Location)                         |
| 2008 | „Links-Rechts“ Talk für (N24), (neue Location)                       |
|      | „Studio Friedman“ (N24)                                              |
| 2009 | „Cashtalk“(N24)                                                      |
|      | „Dr. Talk“ (N24 Talkformat)                                          |
| 2010 | „Cash Kurs“ Talk in Frankfurt (N24)                                  |
|      | „Cash Kurs“ in Bad Homburg (N24)                                     |
|      | „schön dreist“ (FW)                                                  |
| 2011 | „Deutschland akut“ – Talkshow (N24)                                  |
|      | „Royal wedding“ – Studio London (Sat.1)                              |
|      | „D! Hall of fame“ (Cartoon Network)                                  |
|      | “Neo Paradise” (ZDF neo) mit Joko und Klaas                          |
| 2012 | „push“- Magazin Redesign (Sat.1)                                     |
|      | „D! Hall of Fame“ 2. Staffel (Cartoon Network)                       |
|      | „Stuckrad Barre“ (TELE 5/ulmen.tv)                                   |
|      | „Who wants to f**k my girlfriend“ (TELE 5/ulmen.tv)                  |
|      | „delikatessen charts“ (zdf_neo)                                      |
|      | „INKA!“ (Pilotsendung ZDF)                                           |
|      | „Die Weltuntergangsshow“ (zdf_neo, Endemol) (Ausstattung Wolf&Lamm)  |
| 2013 | „Deutschland Akut“ mit K. Strunz (N24) – 5. Staffel                  |
|      | „Nick Alaaarm“ (nickelodeon) (mit Wolf & Lamm)                       |
|      | „Stuckrad Late Night“ (TELE 5 / ulmen.tv)                            |
|      | „Deutschland Akut“ mit K. Strunz (N24) – 6. Staffel                  |
|      | Nick Dich (Nickelodeon)                                              |
| 2014 | Newsset für das SAT.1 Frühstücksfernsehen (SAT.1)                    |
|      | De Luxe Update(De Luxe)                                              |
| 2015 | Querranker (Super-RTL)                                               |
| 2016 | Fahndung Deutschland (SAT.1)                                         |
|      | Tutti Frutti 2016 (RTL Nitro)                                        |
| 2017 | "Endlich Feierabend" (SAT.1 Pilotproduktion)                         |
| 2018 | „Endlich Feierabend!“ (SAT.1 Sendung)                                |
| 2019 | SAT.1 Online (verschiedene Sets für SAT.1 Online)                    |
| 2020 | „Bild-Corona Spezial“ (SAT.1)                                        |
|      | „Jetzt reden vier“ (Bild.de)                                         |
|      | „Frühstücksfernsehen – Hautnah“ (SAT.1)                              |
| 2021 | „Klartext“ (Servus TV) - Setkonzept                                  |

## Belege
1. ↑  Studio Friedman  - N24.de. In: N24.de. Abgerufen am 26. Oktober 2016 (deutsch).
2. ↑  "neoParadise" ZDF neo - THIS IS SUPER. In: THIS IS SUPER. 8. Januar 2014 (thisissuper.de [abgerufen am 26. Oktober 2016]).
3. ↑  Talkshow "Inka!": ZDF lässt Inka Bause nicht weiterplaudern | STERN.de. In: stern.de. 24. Oktober 2013 (stern.de [abgerufen am 26. Oktober 2016]).
4. ↑  "DIE GROßE WELTUNTERGANGSSHOW " ZDF - THIS IS SUPER. In: THIS IS SUPER. 9. Januar 2014 (thisissuper.de [abgerufen am 26. Oktober 2016]).
5. ↑  Ingo Juknat: „Weltuntergangsshow“ - Apocalypse mit Joko und Klaas. In: Westdeutsche Allgemeine Zeitung. Funke Mediengruppe, 21. Dezember 2012, abgerufen am 26. Oktober 2016.
6. ↑  "ALAAARM!" Nicelodeon - THIS IS SUPER. In: THIS IS SUPER. 9. Januar 2014 (thisissuper.de [abgerufen am 26. Oktober 2016]).
7. ↑  Zweites Deutsches Fernsehen (ZDF): neoShow: Stuckrad Late Night - ZDF.de. In: www.zdf.de. Archiviert vom Original (nicht mehr online verfügbar) am 26. Oktober 2016; abgerufen am 26. Oktober 2016.
8. ↑  Deutschland Akut. In: www.deutschland-akut.de. Archiviert vom Original (nicht mehr online verfügbar) am 4. März 2016; abgerufen am 26. Oktober 2016.  Info: Der Archivlink wurde automatisch eingesetzt und noch nicht geprüft. Bitte prüfe Original- und Archivlink gemäß Anleitung und entferne dann diesen Hinweis.
9. ↑  Fahndung Deutschland. In: www.sat1.de. 4. Mai 2016 (sat1.de [abgerufen am 26. Oktober 2016]).
10. ↑  «Fahndung Deutschland»: Und jetzt mal durchschnaufen. In: Quotenmeter. 9. Mai 2016 (quotenmeter.de [abgerufen am 26. Oktober 2016]).
11. ↑  DWDL.de GmbH: "Tutti Frutti"-Revival: Die Rückkehr der Obstolympiade - DWDL.de. In: DWDL.de. (dwdl.de [abgerufen am 3. Januar 2017]).
12. ↑  DWDL.de GmbH: DWDL.de - das www.medienmagazin.de. Abgerufen am 14. Februar 2018.
13. ↑  FFS-Hautnah. DWDL, 13. November 2020, abgerufen am 13. November 2020.
14. ↑  FFS-Hautnah. Abgerufen am 20. November 2020.
15. ↑  Jetzt reden vier. Bild.de, archiviert vom Original (nicht mehr online verfügbar) am 21. November 2020; abgerufen am 22. November 2020.  Info: Der Archivlink wurde automatisch eingesetzt und noch nicht geprüft. Bitte prüfe Original- und Archivlink gemäß Anleitung und entferne dann diesen Hinweis.
16. ↑  Timo Niemeyer: Servus TV startet Polittalk. Abgerufen am 24. Juli 2021.

| Personendaten    | Personendaten                               |
| ---------------- | ------------------------------------------- |
| NAME             | Richter, Michal                             |
| KURZBESCHREIBUNG | tschechischer Lichtdesigner und Setdesigner |
| GEBURTSDATUM     | 6. Mai 1959                                 |
| GEBURTSORT       | Prag, Tschechoslowakei                      |